# Tonna hawaiiensis
Tonna hawaiiensis is een slakkensoort uit de familie van de Tonnidae. De wetenschappelijke naam van de soort is voor het eerst geldig gepubliceerd in 2007 door Vos.